# Eskilstuna Flygklubb
Eskilstuna Flygklubb bildades 1937.
Nordens största segelflygklubb.

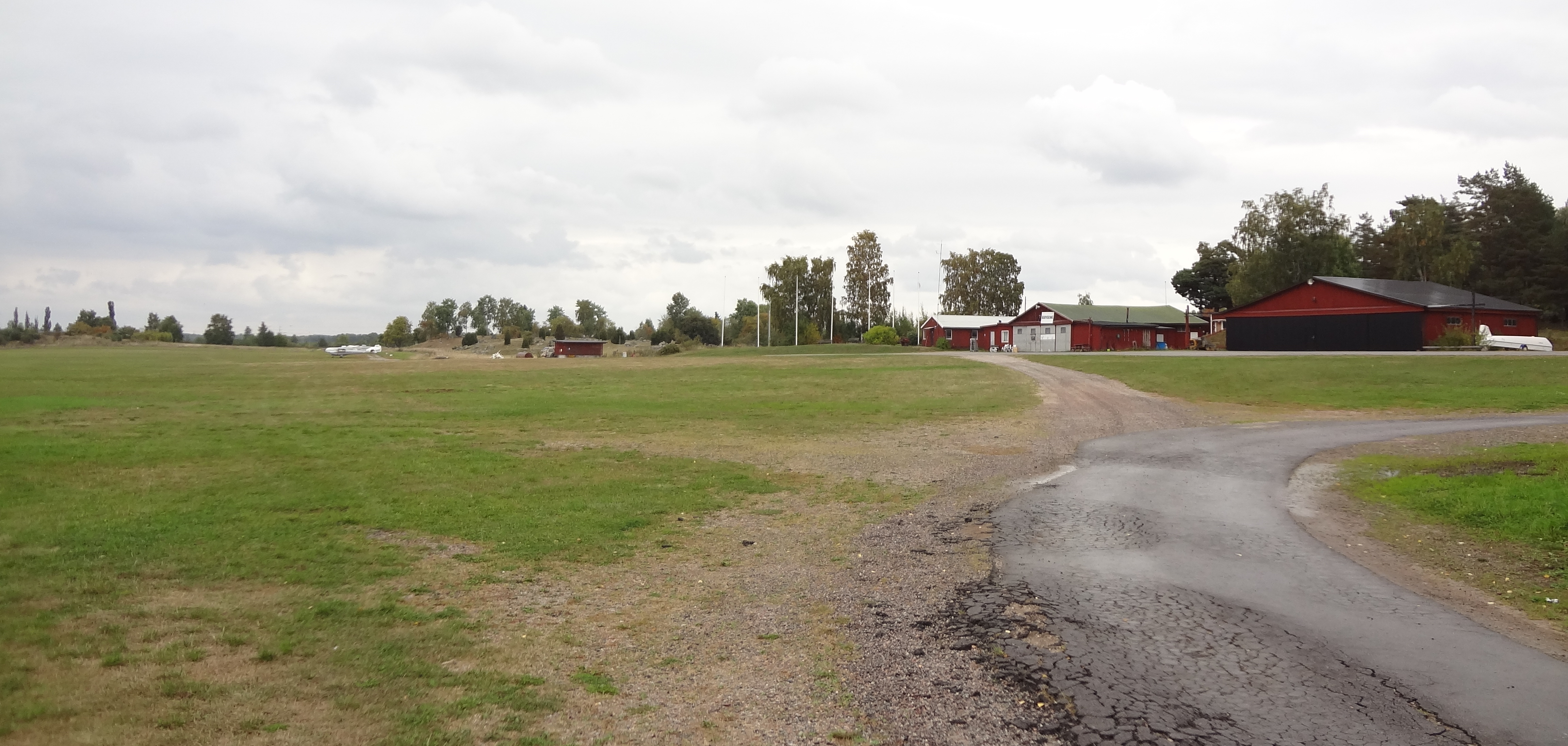
Flygklubbens hangarer vid Ekeby flygfält.

Verksamheten bedrivs på Sportflygfältet i Ekeby utanför Eskilstuna. Flygfältet har ICAO-kod ESSC.
Från början av 1970-talet bedrivs endast segelflygsverksamhet, då motorflygverksamheten flyttats till Eskilstuna/Kjula Flygplats.